# Donta Hall
Donta Hall (ur. 7 sierpnia 1997) – amerykański koszykarz, występujący na pozycjach silnego skrzydłowego lub środkowego, obecnie zawodnik AS Monako Basket.
10 lipca 2020 dołączył do Brooklyn Nets.
26 lutego 2021 zawarł 10-dniową umowę z Toronto Raptors na występy zarówno w NBA, jak i zespole G-League – Raptors 905. 3 marca został ponownie powołany do składu przez Toronto Raptors. Następnie opuścił klub. 13 kwietnia podpisał 10-dniowy kontrakt z Orlando Magic. Dziesięć dni później zawarł kolejną, identyczną umowę z klubem. Po jej wygaśnięciu został zwolniony. 9 maja zawarł następną 10-dniową umowę z Magic. 5 sierpnia 2021 został zawodnikiem AS Monako Basket.

## Osiągnięcia
Stan na 6 sierpnia 2021, na podstawie, o ile nie zaznaczono inaczej.
NCAA
- Uczestnik:
  - II rundy turnieju NCAA (2018)
  - turnieju Portsmouth Invitational Tournament (2019)
- Zaliczony do I składu defensywnego Southeastern (SEC – 2018, 2019)
- Lider konferencji SEC w:
  - średniej zbiórek (8,8 – 2019)
  - liczbie zbiórek:
    - w obronie (206 – 2019)
    - 298 – 2019

  - skuteczności rzutów za 2 punkty (72,6 – 2018)

Indywidualne
- Zaliczony do[11]:
  - I składu:
    - defensywnego G-League (2020)
    - debiutantów G-League (2020)

  - II składu G-League (2020)
  - składu Midseason All-NBA G-League Eastern Conference (2020)